# دارين هاري
دارين هاري (بالإنجليزية: Darren Harry)‏ هو دراج أسترالي، ولد في 11 نوفمبر 1975 في وونذاغي في أستراليا.